# Vysoké Sedliště
Vysoké Sedliště je malá vesnice, část města Planá v okrese Tachov v Plzeňském kraji. Nachází se asi 4,5 kilometru jihovýchodně od Plané. Je zde evidováno 50 adres. V roce 2011 zde trvale žilo 29 obyvatel.
Vysoké Sedliště je také název katastrálního území o rozloze 5,41 km².

## Historie
První písemná zmínka o vesnici pochází z roku 1369.

## Přírodní poměry
Jihovýchodně od vesnice se v údolí Mže nachází přírodní rezervace Pavlovická stráň.

## Obyvatelstvo
| Rok            | 1869 | 1880 | 1890 | 1900 | 1910 | 1921 | 1930 | 1950 | 1961 | 1970 | 1980 | 1991 | 2001 | 2011 | 2021 |
| -------------- | ---- | ---- | ---- | ---- | ---- | ---- | ---- | ---- | ---- | ---- | ---- | ---- | ---- | ---- | ---- |
| Počet obyvatel | 351  | 375  | 335  | 328  | 307  | 308  | 288  | 102  | 87   | 62   | 31   | 16   | 11   | 29   | 50   |
| Počet domů     | 47   | 47   | 46   | 47   | 47   | 48   | 49   | 32   | 25   | 19   | 13   | 15   | 13   | 18   | 17   |

## Obecní správa
Při sčítání lidu v letech 1850–1963 Vysoké Sedliště byly samostatnou obcí v okrese Planá, ale v roce 1950 v okrese Mariánské Lázně. Od roku 1964 jsou částí města Planá v okrese Tachov. V letech 1850–1879 k obci patřily Svahy, Týnec a Zliv.

## Pamětihodnosti
- Kostel svatého Václava